# Remus Ghiurițan
Remus Ghiurițan (* 7. September 1919 in Zilah, Königreich Ungarn) ist ein ehemaliger rumänischer Fußballspieler. Er bestritt 29 Spiele in der höchsten rumänischen Spielklasse, der Divizia A.

## Karriere als Spieler
Ghiurițan begann mit dem Fußballspielen in der Jugend von Șoimii CFR Sibiu und wechselte im Jahr 1939 zu CFR Cluj. Ein Jahr später schloss er sich CFR Timișoara an, das seinerzeit in der Divizia B spielte. Im Laufe der Saison 1940/41 verschlug es ihn zu Rapid Bukarest, einem der führenden rumänischen Klubs jener Zeit. Mit Rapid konnte er in den Jahren 1941 und 1942 den rumänischen Pokal gewinnen. Ein Sieg in der Meisterschaft blieb ihm verwehrt, da das Spielgeschehen aufgrund des Zweiten Weltkrieges unterbrochen worden war und zwischen 1941 und 1944 nur inoffizielle Turniere stattfanden.
Nach Kriegsende stieg Ghiurițan mit Rapid – mittlerweile unter dem Namen CFR Bukarest – wieder ins Spielgeschehen ein und spielte in der Saison 1946/47 wieder im Oberhaus. Nachdem er in der Spielzeit 1947/48 seinen Stammplatz im Team verloren hatte, spielte er ein Jahr für Grivița CFR Bukarest in der Divizia B, ehe er seine Laufbahn beendete.

### Nationalmannschaft
Ghiurițan kam am 30. September 1945 gegen Ungarn, dem ersten Länderspiel nach Kriegsende, zu seinem einzigen Einsatz für die rumänische Fußballnationalmannschaft.

## Karriere als Trainer
Nach dem Ende seiner aktiven Laufbahn arbeitete Ghiurițan bei seinem früheren Klub Rapid Bukarest als Trainer. In der Saison 1953 wurde zur Saisonmitte Nachfolger von Mihai Lengheriu. Zur Mitte der Spielzeit 1954 wurde er von Francisc Ronnay abgelöst, der mit dem Klub am Saisonende absteigen musste. Unter Ghiurițan hatte das Team im Mittelfeld gelegen.
Zu Beginn der Saison 1959/60 wurde Ghiurițan als Nachfolger von Ronnay erneut Cheftrainer. Er beendete die Saison auf dem zehnten Platz von zwölf Mannschaften und musste Ion Mihăilescu weichen.

## Erfolge

### Als Spieler
- Rumänischer Pokalsieger: 1941, 1942